# William Lemke

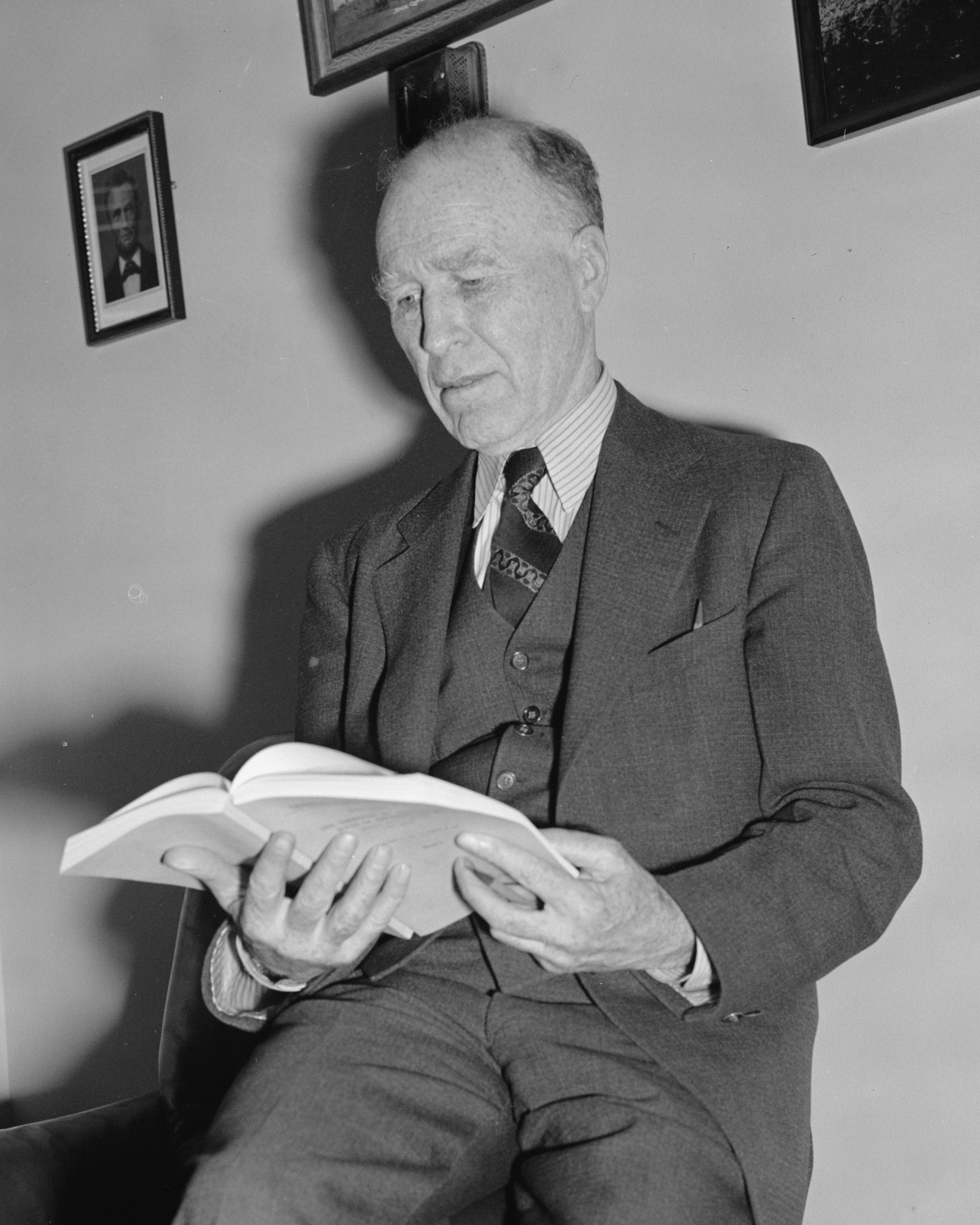
William Lemke

William Frederick Lemke (* 13. August 1878 in Albany, Stearns County, Minnesota; † 30. Mai 1950 in Fargo, North Dakota) war ein US-amerikanischer Politiker. Er vertrat den Bundesstaat North Dakota im US-Repräsentantenhaus und war der Spitzenkandidat der kurzlebigen Union Party bei der Präsidentschaftswahl 1936.

## Leben
William Lemke war der Sohn eines Farmer-Ehepaars. Er wuchs im Towner County in North Dakota auf und verbrachte viel Zeit damit, auf der Farm seiner Familie zu arbeiten. Die öffentliche Schule besuchte er nur während der Sommermonate. Die Ersparnisse seiner Eltern genügten jedoch, um ihm ein Studium an der University of North Dakota in Grand Forks zu ermöglichen, wo er herausragende Leistungen erbrachte und 1902 graduierte. Danach wechselte er an die Law School der Georgetown University, ehe er seinen Abschluss in Yale machte. Er kehrte 1905 nach North Dakota zurück, wo er in Fargo als Anwalt praktizierte. Im Jahr 1916 übernahm die Nonpartisan League die Republikanische Partei in North Dakota und Lemke rückte an die Spitze der Republikaner in dem US-Bundesstaat auf.
Von 1921 bis 1922 fungierte Lemke als Attorney General von North Dakota. 1932 wurde er erstmals in das US-Repräsentantenhaus gewählt, wobei er als Kandidat der Republikaner antrat, zu diesem Zeitpunkt aber noch der NPL angehörte. Als Mitglied dieser politischen Vereinigung verblieb er bis zum 3. Januar 1941 im Kongress.
Während dieser Zeit erwarb sich William Lemke einen Ruf als Politiker, der die Interessen von Farmer-Familien vertrat. Bei der Präsidentschaftswahl 1932 unterstützte er die Wahl von Roosevelt zum US-Präsidenten und in der Frühphase den New Deal. Roosevelt zog sich allerdings 1934 die Gegnerschaft Lemkes zu, als er eine von diesem gemeinsam mit einem weiteren Abgeordneten eingebrachte Gesetzesvorlage zu Fall brachte. Der Frazier–Lemke Farm Bankruptcy Act sah eine Umschuldung zugunsten durch Hypotheken belasteter Farmer vor.
Dies war auch ein Grund dafür, dass Lemke 1936 die ihm von der erst in diesem Jahr gegründeten Union Party angetragene Präsidentschaftskandidatur gegen Amtsinhaber Roosevelt akzeptierte; sein Running mate für die Vizepräsidentschaft war Thomas C. O’Brien aus Massachusetts. Die Union Party war die erste Partei in der Geschichte der USA, die umfangreich auf den Antikommunismus setzte.
Während des Wahlkampfes fiel Lemke durch antikatholische und Pro-Ku-Klux-Klan-Äußerungen auf. Außerdem zeigte er Sympathien für eine gewaltsame Übernahme der Regierung nach dem Vorbild des Marsches auf Rom. Innerhalb der Union Party lähmte die Konkurrenz Lemkes mit Gerald L. K. Smith, dem späteren Gründer der America First Party, den noch jungen Parteiapparat. Lemke und O’Brien erzielten 892.378 Stimmen, was einem Anteil von knapp zwei Prozent entsprach. Dies bedeutete den dritten Platz hinter dem wiederum siegreichen Franklin D. Roosevelt und dem Republikaner Alf Landon.
Im Jahr 1940 war Lemke erneut republikanischer Kandidat für das Repräsentantenhaus; er verzichtete jedoch und bewarb sich stattdessen erfolglos als Unabhängiger um einen Sitz im US-Senat. Zwei Jahre später, mittlerweile war er den Republikanern beigetreten, gewann er wiederum die Wahl zum Repräsentantenhaus, dem er bis zu seinem Tod im Mai 1950 angehörte.